# Anthony Velonis

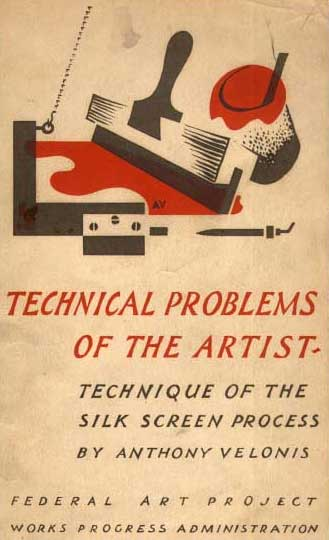
Anleitung zum Siebdruck, Anthony Velonis um 1938

Anthony Velonis (* 1911 in New York; † 1997) war ein amerikanischer Künstler. Er war zusammen mit Carl Zigroßer Pionier bei der Serigrafie (von lateinisch seri ‚Seide‘ und von griechisch graphein ‚zeichnen‘), dem künstlerischen Siebdruck.

## Leben und Wirken
Er besuchte die James Monroe High School in der Bronx und erhielt ein Stipendium zum Besuch  des College of Fine Arts an der New York University. Nach Beendigung seines Studiums war die Great Depression. Den Siebdruck erlernte er im Schilderladen seines Bruders. Als Designer ging er 1935 zur New York City WPA poster division (Works Progress Administration). 1937 veröffentlichte er sein Buch Technical Problems of the Artist: Technique of the Silk Screen Process.
Anthony Velonis setzte um 1938 als Erster den Siebdruck als künstlerisches Ausdrucksmittel ein und passte das Verfahren des Siebdruckes an die Bedürfnisse des Künstlers an.

## Ausstellungen
Seine Werke waren unter anderem zu sehen in
- der Weyhe Gallery, New York City (1940)
- im  Springfield Museum of Fine Arts (1940)
- im  Philadelphia Museum of Art (1971)
- im  Brooklyn Museum  (1986).

Einige Drucke sind zu finden in den Sammlungen des National Museum of American Art, des Metropolitan Museum of Art und der  Australian National Gallery.